# Fursten av Kaos
Fursten av Kaos är del 11 i Robert Jordans fantasyserie Sagan om Drakens Återkomst (Wheel of Time). På engelska: Lord of Chaos och den kom ut 1998. Den är översatt av Jan Risheden.
| Föregående bok: Stormen vaknar | Sagan om Drakens Återkomst | Nästa bok: Svarta tornet |